# Olympische Winterspiele 2022/Teilnehmer (Malta)
| Gelbes Symbol für Goldmedaillen mit stilisierten Olympischen Ringen | Graues Symbol für Silbermedaillen mit stilisierten Olympischen Ringen | Braundes Symbol für Bronzemedaillen mit stilisierten Olympischen Ringen |
| ------------------------------------------------------------------- | --------------------------------------------------------------------- | ----------------------------------------------------------------------- |
| —                                                                   | —                                                                     | —                                                                       |

Malta nahm an den Olympischen Winterspielen 2022 in Peking nach 2014 und 2018 zum dritten Mal in seiner Geschichte an Olympischen Winterspielen teil. Die Snowboarderin Jenise Spiteri wurde vom Malta Olympic Committee als einzige Sportlerin nominiert, sie war auch Fahnenträgerin.

## Teilnehmer nach Sportarten

### Snowboard
| Athleten       | Wettbewerbe | Qualifikation | Qualifikation | Finale        | Finale        | Rang |
| Athleten       | Wettbewerbe | Punkte        | Rang          | Punkte        | Rang          | Rang |
| -------------- | ----------- | ------------- | ------------- | ------------- | ------------- | ---- |
| Frauen         |             |               |               |               |               |      |
| Jenise Spiteri | Halfpipe    | 25,25         | 21            | ausgeschieden | ausgeschieden | 21   |